# Nam Woo-hyun
Nam Woo-hyun (남우현?, 南優賢?, Nam U-hyeonLR, Nam U-hyŏnMR; Seul, 8 febbraio 1991) è un cantante e attore sudcoreano, membro del gruppo musicale Infinite.

## Biografia
Nato in Corea l'8 febbraio del 1991, si diploma presso la Dong-ah Institute of Media and Arts, specializzandosi in musica applicata. Avendo portato a termine gli studi, si presenta ad un provino per poter intraprendere la carriera di cantante solista presso la Wolliment e altre due agenzie, tra le quali la YG Entertainment, ricevendo per tutti esito positivo. Nel 2010 fa il suo debutto con gli Infinite.
Il 20 febbraio 2014, entra a far parte dei Toheart, un duo con Key degli SHINee.
Il 9 maggio 2016 pubblica il suo primo EP solista "Write..", il quale vende 50 000 copie, piazzandosi al primo posto nella classifica sudcoreana Hanteo, e al secondo nella Circle Chart.

## Discografia
- Delicious (2014)
- Write.. (2016)

## Filmografia
- INFINITE Concert Second Invasion Evolution The Movie 3D (2012)
- Cheonbeonjjae namja (천번째 남자) – serial TV (2012)
- Hi! School - Love On – serial TV (2014)
- Grow: Infinite-ui real cheongchun life (GROW: 인피니트의 리얼 청춘 라이프), regia di Kim Jin-soo (2014)
- Dareun namnyeo (다른 남녀) – serial TV (2017)